# Wapen van Halsteren

Wapen van Halsteren (1905-1997)

Wapen van Halsteren (1817-1905)

Het wapen van Halsteren werd op 16 juli 1817 bij besluit van de Hoge Raad van Adel aan de toenmalige Noord-Brabantse gemeente Halsteren bevestigd. Het wapen is op 4 april 1905 bij Koninklijk Besluit vervangen door een nieuw wapen, dat kan worden gezien als een verbeterde versie van het oude wapen. Op 1 januari 1997 ging de gemeente op in Bergen op Zoom, waarmee het wapen van Halsteren kwam te vervallen.

## Blazoenering
De blazoenering bij het eerste wapen luidt als volgt:
Van lazuur beladen met St. Maarten te paard, gevende een hoofd aan een achter hem lopende bedelaar; voor het paard een schildje, alles van goud en staande op een terras van hetzelfde.
De heraldische kleuren zijn lazuur (blauw) en goud (geel). Dit zijn de rijkskleuren. De beschrijving is later toegevoegd, oorspronkelijk stond in het register uitsluitend een tekening.
De blazoenering bij het tweede wapen luidt als volgt:
Doorsneden; I in azuur St. Maarten te paard, met zijn zwaard een stuk van zijn mantel snijdende, om het te geven aan een achter hem aanlopende naakte bedelaar, alles van goud, II wederom doorsneden ; i) gedeeld a) in sabel een gouden leeuw, getongd en genageld van keel, b) in goud 3 palen van keel; 2) in sinopel 3 maliën van zilver.
De heraldische kleuren in het wapen zijn azuur (blauw), goud (geel), sabel (zwart), keel (rood), sinopel (groen) en zilver (wit).

## Geschiedenis
Het wapen is afgeleid van een schependomzegel van Halsteren. De afbeelding van Sint Maarten in combinatie met het wapen van de markiezen van Bergen op Zoom dateert al van de zestiende eeuw. Waarschijnlijk heeft men een onduidelijke zegelafdruk ingestuurd, want het wapenschild is op het eerste wapen blanco gelaten en in plaats van een halve mantel geeft Sint Maarten een hoofd aan de bedelaar. Waarschijnlijk had men de kleuren niet gespecificeerd, waardoor de voorstelling is uitgevoerd in de rijkskleuren: goud op blauw.
Het tweede wapen toont in de bovenste helft de verbeterde voorstelling van Sint Maarten, en in de onderste helft het wapen van de heren van Bergen op Zoom.

## Verwante wapens

Het wapen van Standdaarbuiten
Het wapen van Willemstad
Het wapen van Fijnaart en Heijningen
Wapen van Johanna van Boutersem
Wapen Van Glymes vanaf Jan II
Wapen van de heren van Zevenbergen